# Ledol
Ledol (Ledumcampher) ist ein giftiges Sesquiterpen. Die Einnahme führt zu Erbrechen, Schweißausbrüchen, Pulsbeschleunigung, Muskel- und Gelenkschmerzen sowie Krämpfen und Erregungszuständen.
In Nordeuropa wird seit der Zeit vor Christus mit Sumpfporst versetztes Grutbier gebraut. Epimere des Ledols sind Viridiflorol und Globulol.

## Vorkommen

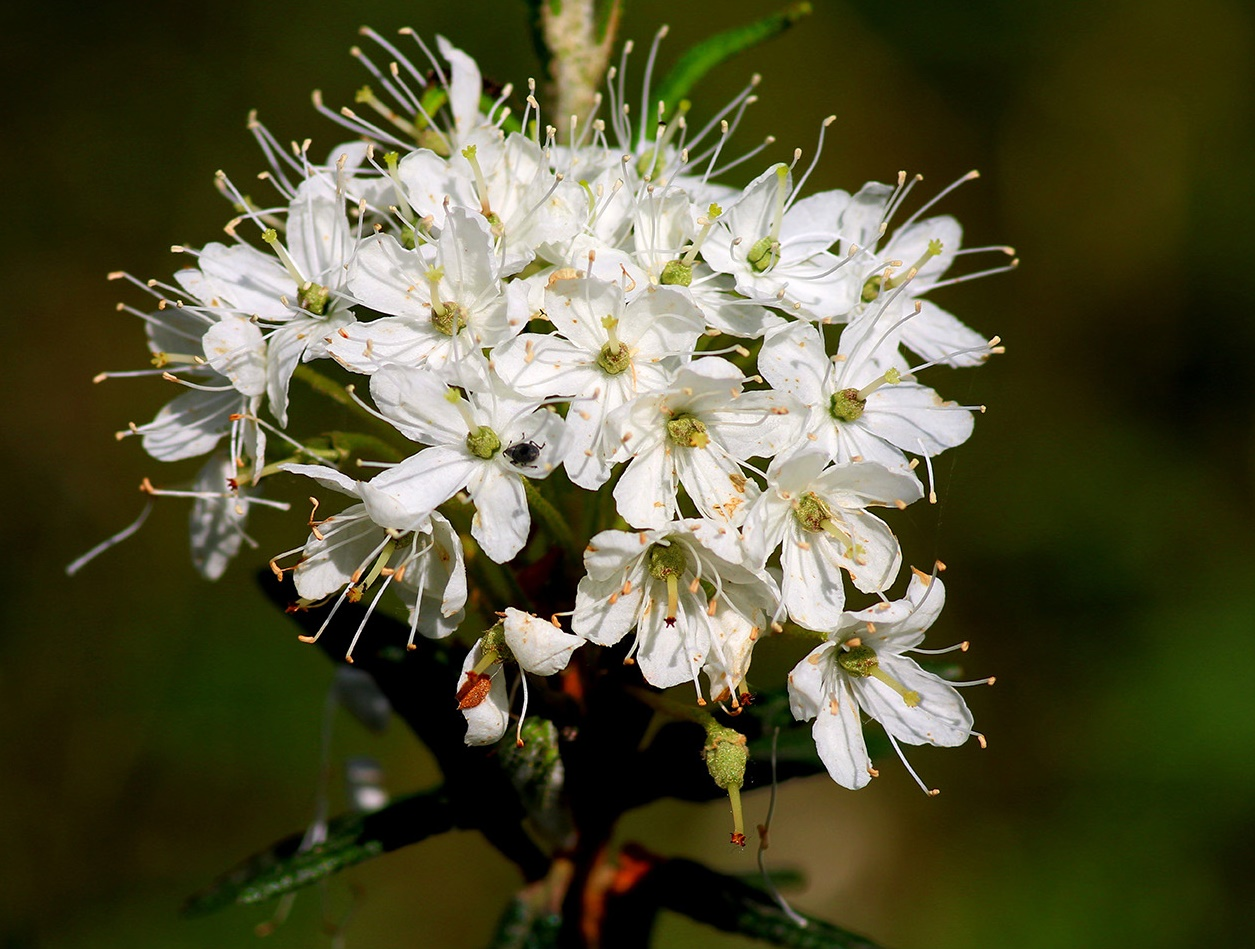
Sumpfporst (Rhododendron tomentosum)

Der Naturstoff kommt in Sumpfporst (Rhododendron tomentosum) vor.